# Балин (Средиземье)
Ба́лин (англ. Balin) — вымышленный персонаж в мире Средиземья Джона Р. Р. Толкина. Является гномом (англ. Dwarf). Один из участников похода гномов под руководством Торина, а также Бильбо и Гэндальфа к Одинокой горе, захваченной драконом Смаугом (эти события описаны в повести «Хоббит, или Туда и обратно»). Позднее стал владыкой Кхазад-дума (Мории), королевства гномов в центральной части Мглистых гор. Во время Войны Кольца члены Братства Кольца идут через Морию и находят там могилу Балина.
Балин фигурирует в адаптациях произведений Толкина. Он появился в мультфильме Артура Ранкина и Джулса Бэсса 1977 года. Также он присутствует в кинотрилогии «Хоббит» Питера Джексона, где его роль исполнил Кен Стотт, и в компьютерной игре «Хоббит: Предыстория саги Властелин колец».

## Литературная биография
Товарищество Кольца молча стояло у могилы Балина. Фродо думал о Бильбо, о его долгой дружбе с гномами и о том, как много лет назад Балин гостил в Шире. Здесь, в пыльном зале в глубине гор, казалось, будто это было тысячу лет назад и совсем в другом мире.

  
... В камне стен было высечено множество ниш, а в них стояли большие деревянные сундуки, окованные железом, все — разбитые и опустошённые, но подле расколотой крышки одного из них лежали останки книги. Она была иссечена, исколота, кое-где обуглена и так густо испещрена темными пятнами, похожими на засохшую кровь, что ее почти невозможно было читать...

  
Наконец Гэндальф поднял голову. — Похоже, это летопись народа Балина, — сказал он. — Она начинается около тридцати лет назад, с их прибытия в Димрилльскую долину...

### Ранние годы
Балин родился в Эреборе в семье Фундина в 2763 году Третьей эпохи. Когда Балину было семь лет, на Эребор напал дракон Смауг, из-за чего гномы вынуждены были бежать из Одинокой горы в Дунланд. Спустя два года родился брат Балина, Двалин. В 2799 году произошла битва гномов и орков при Азанулбизаре, в которой погиб отец Балина Фундин. После этого гномы, в числе которых были Траин, Торин, Балин и Двалин на какое-то время вернулись в Дунланд, но вскоре отправились в Эриадор и в итоге основали поселение в Эред Луин (Синих горах). В 2841 году Траин, Балин, Двалин и несколько других гномов отправились в Эребор, но до горы не дошли. В Лихолесье Траин (у которого было кольцо Трора, одно из семи гномьих колец) был схвачен слугами Саурона и пленён в Дол Гулдуре. Другие гномы несколько много дней пытались найти Траина в Лихолесье, но безуспешно, после чего Балин и Двалин вернулись в Эред Луин.

### «Хоббит»
В 2941 году Балин был членом отряда гномов Торина Дубощита, которые вместе с хоббитом Бильбо Бэггинсом и волшебником Гэндальфом отправились к Одинокой горе, захваченной драконом Смаугом. Эти события подробно описаны в повести «Хоббит, или Туда и обратно». Балин был вторым по старшинству (после Торина) гномом в их отряде. Также он стал вторым гномом, который пришёл в Бэг Энд (дом Бильбо) после своего брата Двалина. Там Балин и Двалин сыграли на виолах (Торин сыграл на арфе).
В отряде Торина Балин «выполнял роль дозорного»: он ждал Бильбо в дверях трактира «Зелёный дракон», первым заметил огонь, разведённый троллями в лесу и первым увидел эльфов в Лихолесье. После побега от гоблинов в Мглистых горах Балин, будучи дозорным отряда, не заметил Бильбо (который надел магическое кольцо и стал невидимым), после чего стал уважать Бильбо в качестве «взломщика». После того, как эльфы Трандуиля схватили гномов, именно Балин выступил в качестве лидера группы (на тот момент гномы не знали, что Торин также был захвачен в плен.
По ходу путешествия Балин проявлял своё расположение и дружбу по отношению к Бильбо. Балин доблестно сражался и выжил в Битве пяти воинств.
Осенью 2949 года Балин и Гэндальф навестили Бильбо в Шире. Тогда Балин сообщил хоббиту, что Королевство-под-горой и Озёрный город Дейл восстановлены после Битвы пяти армий.

### «Властелин колец»

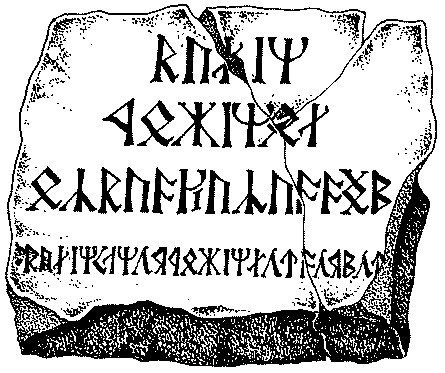
Могила Балина в изображении художника; руническая надпись гласит: «Балин, сын Фундина, владыка Мории»

В книге «Братство Кольца» Глоин (один из гномов из отряда Торина и Бильбо) сообщил на Совете Эльронда, что Балин покинул Эребор и отправился в Морию вместе с группой гномов. С ним пошли Оин и Ори (также участвовали в походе Торина к Эребору), а также Флои, Фрар, Лони и Нали. Однако судьба Балина была Глоину неизвестна, так как уже много лет из Мории не приходило никаких вестей. Когда члены Братства Кольца (включая гнома Гимли, который был сыном Глоина, двоюродного брата Балина) были в Мории, они нашли могилу Балина в палате Мазарбул. Там же была книга Мазарбул, из которой они узнали о его судьбе. Оказалось, что Балин был владыкой Мории на протяжении пяти лет, но в Мории и вокруг неё было много орков. Один из орков убил Балина стрелой. Гномы похоронили Балина в палате Мазарбул и написали на могильной плите рунами надпись «Балин Фундинул Узбад Кхазад-думу», что переводится как «Балин, сын Фундина, владыка Мории».

## Анализ персонажа

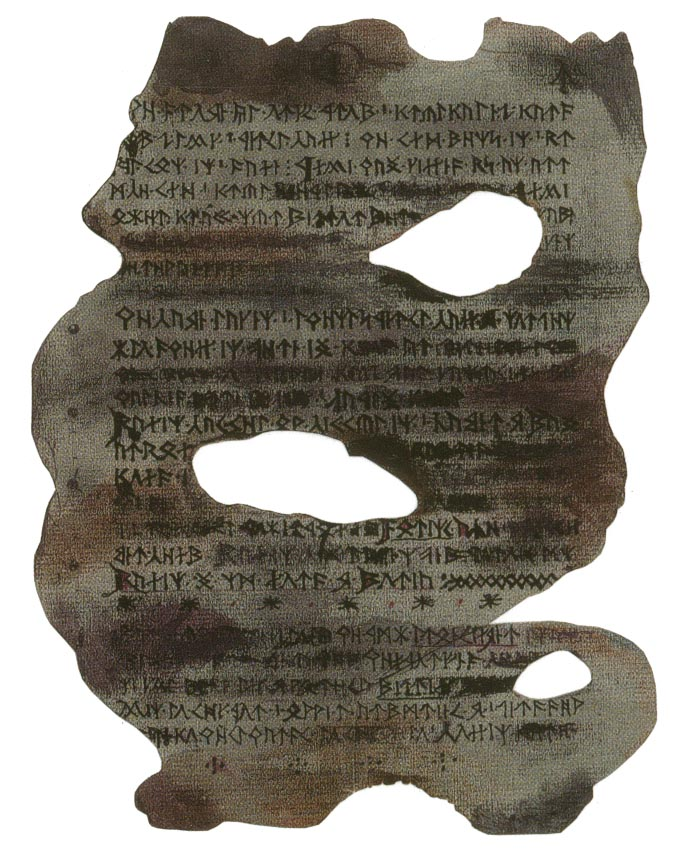
Первая страница «Книги Мазарбул», созданной Толкином для иллюстрации истории о смерти Балина

Исследователь творчества Толкина Джон Рейтлифф заметил, что Балин — единственный из тринадцати гномов отряда, чьё имя не было позаимствовано из древнескандинавской поэмы «Прорицание вёльвы», которая является частью «Старшей Эдды». Однако это имя встречается в среднеанглийском тексте «Смерть Артура» Томаса Мэлори, где есть персонаж «сэр Балин».
Филолог и медиевист Том Шиппи проанализировал последнюю сцену «Хоббита», в которой беседуют Гэндальф, Бильбо и Балин. Балин говорит, что новый владыка Дейла «мудр и популярен», а местные жители сочиняют песни, в которых поётся, что «реки ныне стали золотыми». Гэндальф сказал, что подобные метафоры могут «на свой лад» содержать в себе истину, а «вымысел и реальность отличаются не по глубинной сути, а по способу выражения этой сути». Если реальный, но «крошечный» Бильбо Бэггинс принял участие в событиях, о которых сложили песни, они от этого не становятся «неправдой». Шиппи отметил, что по такой логике прозаические события дня сегодняшнего в будущем станут другими песнями и метафорами, а человеческая — или «гномо-хоббито-человеческая» — природа «не оторвана от реальности и внутренне непротиворечива».
Глоин признался на Совете Эльронда, что после ухода Балина в Морию другие гномы ощутили «тень беспокойства». Шиппи отметил, что метафора «тени» является «зловещей» и двойственной по смыслу: она могла подразумевать неудовлетворённость, но также она могла означать чары, насланные из Мордора: «может, Балин одновременно поддался голосу внутреннего искушения и получил толчок извне?».
Толкин потратил много усилий для создания факсимиле «Книги Мазарбул», которая напоминала обгоревший, со следами разрывов книжный том, оставленный на могиле Балина. Он тщательно «пачкал и рвал бумагу», наносил на неё следы от огня, чтобы она казалась как можно более достоверной. Однако издатель «Властелина колец» Allen & Unwin решил не включать иллюстрацию с этим факсимиле в первое издание «Братства Кольца», на что Толкин с досадой жаловался в письме: «„Обгоревшие рукописи“, настолько приглянувшиеся моим читателям, исчезли — так что текст начала главы 5 Книги II выглядит довольно абсурдно, да и руны пропали, притягательные, как мне кажется, для читателей всех возрастов».

## Адаптации

Кен Стотт сыграл «визуально характе́рного» Балина в кинотрилогии Питера Джексона

Дон Мессик озвучил Балина в мультфильме Артура Ранкина и Джулса Бэсса 1977 года.
В кинотрилогии «Хоббит» Питера Джексона роль Балина исполнил Кен Стотт. Балин в фильмах Джексона неохотно отправляется на поиски золота в Эребор и симпатизирует Бильбо, который, по его мнению, не очень подходит для той задачи, для которой его взяли в поход.
Балин присутствует в компьютерной игре «Хоббит: Предыстория саги Властелин колец» 2003 года. Американский актёр Виктор Райдер-Уэкслер озвучил в ней его персонажа.

## Комментарии
1. ↑  Курсивным шрифтом выделены гномы, входившие в отряд Торина из книги «Хоббит, или Туда и обратно».

### Первичные источники
1. ↑  Tolkien, 1955, Appendix A. "Durin's Folk".
2. 1 2  Tolkien, 2002, chapter 1 "An Unexpected Party".
3. ↑  Tolkien, 2002, chapter 2 "Roast Mutton".
4. ↑  Tolkien, 2002, chapter 8 "Flies and Spiders".
5. ↑  Tolkien, 2002, chapter 6 "Out of the Frying-Pan into the Fire".
6. ↑  Tolkien, 2002, chapter 9 "Barrels Out of Bond".
7. ↑  Tolkien, 2002, chapter 8 "Flies and Spiders".
8. ↑  Tolkien, 2002, chapter 12 "Inside Information".
9. ↑  Tolkien, 2002, chapter 18 "The Return Journey".
10. 1 2  Tolkien, 2002, chapter 19 "The Last Stage"
11. 1 2  Tolkien, 1954a, book 2, chapter 2 "The Council of Elrond".
12. ↑  Tolkien, 1954a, book 2, chapter 5 "The Bridge of Khazad-dûm".
13. ↑  Carpenter, 1981, Letter № 141 to Allen & Unwin, 9 October 1953.
14. ↑  Tolkien, 1955, Appendix A, part 3, "Durin's Folk".

### Вторичные источники
1. 1 2  Holmes, John R. (2013) [2007]. Art and Illustrations by Tolkien. In Drout, Michael D. C. (ed.). J.R.R. Tolkien Encyclopedia. Abingdon, England: Routledge. pp. 27–32. ISBN 978-0-415-86511-1.
2. 1 2  Rateliff, John D. The History of the Hobbit: Part I. Mr. Baggins. — Boston, New York: Houghton Mifflin, 2007. — P. 23—24. — ISBN 978-0-618-96847-3. Архивировано 29 апреля 2023 года.
3. 1 2  Shippey, 2005
4. ↑  Riga, Frank P.; Thum, Maureen; Kollmann, Judith (2014). From Children's Book to Epic Prequel: Peter Jackson's Transformation of Tolkien's 'The Hobbit'. Mythlore. 32 (2): Article 8. Архивировано 1 декабря 2023. Дата обращения: 15 февраля 2024.
5. ↑  Don Messick (англ.). Behind the Voice Actors. Дата обращения: 15 февраля 2024. Архивировано 26 декабря 2023 года.
6. ↑  Whitaker, Andrew. Scottish independence: Ken Stott backs "Yes" (англ.). The Scotsman[англ.] (28 апреля 2014). Дата обращения: 15 февраля 2024. Архивировано 29 апреля 2023 года.
7. ↑  Sibley, Brian. The Hobbit: An Unexpected Journey Official Movie Guide. — Houghton Mifflin Harcourt, 2012. — P. 84—85, 134]. — ISBN 978-0-547-89930-5.
8. ↑  Victor Raider-Wexler (англ.). Behind the Voice Actors. Дата обращения: 15 февраля 2024. Архивировано 1 апреля 2023 года.